# 10.000 km
10.000 km és una pel·lícula catalana romàntica estrenada el 10 de març del 2014. Es tracta de l'opera prima del director Carlos Marqués-Marcet i és protagonitzada per Natalia Tena i David Verdaguer.

## Argument
Tracta de la vida d'una jove parella de Barcelona que es veuen obligats a viure separats durant un any quan a ella li ofereixen un projecte professional a Los Angeles.

## Repartiment
- David Verdaguer: Sergi
- Natalia Tena: Alexandra

## Premis i nominacions
- Va ser preseleccionada per representar Espanya als Premis Oscar 2015.[3]

### Premis
- 2015: Gaudí a la millor pel·lícula en llengua no catalana
- 2015: Gaudí al millor director per Carlos Marques-Marcet
- 2015: Gaudí al millor actor per David Verdaguer
- 2015: Gaudí a la millor actriu per Natalia Tena
- 2015: Gaudí al millor guió per Carlos Marques-Marcet
- 2015: Goya al millor director novell per Carlos Marques-Marcet
- 2014: Premi American Independents Audience Award al AFI Film festival.[4]

### Nominacions
- 2015: Gaudí a la millor direcció de producció per Mayca Sanz
- 2015: Gaudí al millor muntatge per Juliana Montañés i Carlos Marques-Marcet
- 2015: Gaudí al millor vestuari per Vinyet Escobar
- 2015: Goya al millor actor revelació per David Verdaguer
- 2015: Goya a la millor actriu revelació per Natalia Tena
- 2015: Feroz a la millor pel·lícula dramàtica

## Banda sonora
- Nothing matters when we're dancing - escrita per Stephin Merritt i interpretada per The Magnetic Fields.
- El dolor de la bellesa - música i lletra de Roger Mas i interpretada per Roger Mas i la Cobla Sant Jordi.
- Contra eso lucho - música i lletra de Pablo y Diego Arias i interpretada per Negritos.
- Quédate aquí - música i lletra de Jorge Andrés Herrera i interpretada per Hermanos Herrera.